# 翅柄蓼
翅柄蓼（学名：Polygonum sinomontanum）为蓼科蓼属下的一个种。

## 扩展阅读
維基物種上的相關：翅柄蓼